# Americhernes chilensis
Americhernes chilensis är en spindeldjursart som först beskrevs av Max Beier 1964.  Americhernes chilensis ingår i släktet Americhernes och familjen blindklokrypare. Inga underarter finns listade i Catalogue of Life.